# 張惠妹得獎與提名列表
本條目列舉臺灣歌手張惠妹在華語流行音樂、國際上、媒體上的歷年得獎與提名列表。

## 金曲獎
张惠妹前后以个人名义共入围29次金曲奖（14次最佳国语女歌手、7次最佳流行音樂演唱唱片及最佳国语专辑，5次最佳年度歌曲奖、1次年度专辑、1次最佳专辑制作人、1次最佳原住民語專輯獎），作品入围总次数更高达49次。截至目前为止，阿妹以个人名义共拿下了6座金曲奖
（3次最佳国语女歌手，1次最佳国语专辑，1次最佳年度歌曲，1次最佳專輯製作人），获奖总数为9次。
| 年份   | 金曲獎       | 結果 | 獎項                   | 入圍者與歌名                      | 專輯                              | 唱片公司             |
| ------ | ------------ | ---- | ---------------------- | --------------------------------- | --------------------------------- | -------------------- |
| 1998年 | 第9屆金曲獎  | 提名 | 最佳流行音樂演唱唱片獎 | 《Bad Boy》                       | 《Bad Boy》                       | 豐華唱片             |
| 1998年 | 第9屆金曲獎  | 提名 | 最佳國語女演唱人獎     | 張惠妹                            | 《Bad Boy》                       | 豐華唱片             |
| 1998年 | 第9屆金曲獎  | 提名 | 最佳作曲人獎           | 涂惠源〈聽海〉                    | 《Bad Boy》                       | 豐華唱片             |
| 1999年 | 第10屆金曲獎 | 提名 | 最佳國語女演唱人獎     | 張惠妹                            | 《牽手》                          | 豐華唱片             |
| 2000年 | 第11屆金曲獎 | 提名 | 最佳國語女演唱人獎     | 張惠妹                            | 《我可以抱你嗎？愛人》            | 豐華唱片             |
| 2001年 | 第12屆金曲獎 | 提名 | 最佳國語女演唱人獎     | 張惠妹                            | 《不顧一切》                      | 豐華唱片             |
| 2002年 | 第13屆金曲獎 | 提名 | 最佳流行音樂演唱專輯獎 | 《真實》                          | 《真實》                          | 華納音樂             |
| 2002年 | 第13屆金曲獎 | 獲獎 | 最佳國語女演唱人獎     | 張惠妹                            | 《真實》                          | 華納音樂             |
| 2003年 | 第14屆金曲獎 | 提名 | 最佳流行音樂演唱專輯獎 | 《發燒》                          | 《發燒》                          | 華納音樂             |
| 2003年 | 第14屆金曲獎 | 提名 | 最佳國語女演唱人獎     | 張惠妹                            | 《發燒》                          | 華納音樂             |
| 2005年 | 第16屆金曲獎 | 提名 | 最佳國語女演唱人獎     | 張惠妹                            | 《也許明天》                      | 華納音樂             |
| 2005年 | 第16屆金曲獎 | 提名 | 最佳音樂錄影帶導演獎   | 金卓〈愛是唯一〉                  | 《也許明天》                      | 華納音樂             |
| 2007年 | 第18屆金曲獎 | 提名 | 最佳國語女歌手獎       | 張惠妹                            | 《我要快樂？》                    | 華納音樂             |
| 2008年 | 第19屆金曲獎 | 提名 | 最佳年度歌曲獎         | 〈一眼瞬間〉                      | 《Star》                          | EMI                  |
| 2008年 | 第19屆金曲獎 | 提名 | 最佳國語專輯獎         | 《Star》                          | 《Star》                          | EMI                  |
| 2008年 | 第19屆金曲獎 | 提名 | 最佳國語女歌手獎       | 張惠妹                            | 《Star》                          | EMI                  |
| 2008年 | 第19屆金曲獎 | 提名 | 最佳單曲製作人獎       | 馬毓芬〈一眼瞬間〉                | 《Star》                          | EMI                  |
| 2008年 | 第19屆金曲獎 | 提名 | 最佳作曲人獎           | 曹格〈一眼瞬間〉                  | 《Star》                          | EMI                  |
| 2010年 | 第21屆金曲獎 | 獲獎 | 最佳年度歌曲獎         | 〈好膽你就來〉                    | 《阿密特》                        | 金牌大風             |
| 2010年 | 第21屆金曲獎 | 獲獎 | 最佳國語專輯獎         | 《阿密特》                        | 《阿密特》                        | 金牌大風             |
| 2010年 | 第21屆金曲獎 | 獲獎 | 最佳國語女歌手獎       | 張惠妹                            | 《阿密特》                        | 金牌大風             |
| 2010年 | 第21屆金曲獎 | 獲獎 | 最佳專輯製作人獎       | 阿弟仔、張惠妹                    | 《阿密特》                        | 金牌大風             |
| 2010年 | 第21屆金曲獎 | 獲獎 | 最佳編曲人獎           | Martin Tang〈好膽你就來〉         | 《阿密特》                        | 金牌大風             |
| 2010年 | 第21屆金曲獎 | 獲獎 | 最佳作詞人獎           | 林夕〈開門見山〉                  | 《阿密特》                        | 金牌大風             |
| 2010年 | 第21屆金曲獎 | 提名 | 最佳作詞人獎           | 吳青峰〈掉了〉                    | 《阿密特》                        | 金牌大風             |
| 2010年 | 第21屆金曲獎 | 提名 | 最佳作曲人獎           | 吳青峰〈掉了〉                    | 《阿密特》                        | 金牌大風             |
| 2010年 | 第21屆金曲獎 | 提名 | 最佳音樂錄影帶獎       | 比爾賈〈好膽你就來〉              | 《阿密特》                        | 金牌大風             |
| 2010年 | 第21屆金曲獎 | 提名 | 最佳專輯包裝獎         | 陳政守（守工異）                  | 《阿密特》                        | 金牌大風             |
| 2012年 | 第23屆金曲獎 | 提名 | 最佳國語女歌手獎       | 張惠妹                            | 《你在看我嗎》                    | 金牌大風             |
| 2012年 | 第23屆金曲獎 | 提名 | 最佳專輯包裝獎         | 聶永真                            | 《你在看我嗎》                    | 金牌大風             |
| 2015年 | 第26屆金曲獎 | 提名 | 最佳年度歌曲獎         | 〈偏执面〉                        | 《偏执面》                        | EMI/環球             |
| 2015年 | 第26屆金曲獎 | 獲獎 | 最佳國語女歌手獎       | aMEI                              | 《偏执面》                        | EMI/環球             |
| 2015年 | 第26屆金曲獎 | 提名 | 最佳專輯包裝獎         | 方序中                            | 《偏执面》                        | EMI/環球             |
| 2016年 | 第27屆金曲獎 | 提名 | 最佳年度歌曲獎         | 〈母系社會〉                      | 《AMIT2》                         | EMI/環球             |
| 2016年 | 第27屆金曲獎 | 提名 | 最佳國語專輯獎         | 《阿密特2》                       | 《AMIT2》                         | EMI/環球             |
| 2016年 | 第27屆金曲獎 | 提名 | 最佳國語女歌手獎       | AMIT                              | 《AMIT2》                         | EMI/環球             |
| 2016年 | 第27屆金曲獎 | 提名 | 最佳專輯製作人獎       | 阿弟仔、AMIT                      | 《AMIT2》                         | EMI/環球             |
| 2016年 | 第27屆金曲獎 | 提名 | 最佳作詞人獎           | 陳仨〈母系社會〉                  | 《AMIT2》                         | EMI/環球             |
| 2016年 | 第27屆金曲獎 | 提名 | 最佳演唱錄音專輯獎     | 《阿密特2》                       | 《AMIT2》                         | EMI/環球             |
| 2016年 | 第27屆金曲獎 | 提名 | 最佳原住民語專輯獎     | 《Damalagaw大巴六九部落傳唱歌謠》 | 《Damalagaw大巴六九部落傳唱歌謠》 | EMI/環球             |
| 2018年 | 第29屆金曲獎 | 提名 | 年度專輯獎             | 《偷故事的人》                    | 《偷故事的人》                    | EMI/環球             |
| 2018年 | 第29屆金曲獎 | 提名 | 最佳國語專輯獎         | 《偷故事的人》                    | 《偷故事的人》                    | EMI/環球             |
| 2018年 | 第29屆金曲獎 | 提名 | 最佳國語女歌手獎       | aMEI                              | 《偷故事的人》                    | EMI/環球             |
| 2018年 | 第29屆金曲獎 | 提名 | 最佳作詞人獎           | 葛大为〈連名帶姓〉                | 《偷故事的人》                    | EMI/環球             |
| 2018年 | 第29屆金曲獎 | 提名 | 最佳演唱錄音專輯獎     | 《偷故事的人》                    | 《偷故事的人》                    | EMI/環球             |
| 2018年 | 第29屆金曲獎 | 獲獎 | 最佳音樂錄影帶獎       | 羅景壬〈身後〉                    | 《偷故事的人》                    | EMI/環球             |
| 2024年 | 第35屆金曲獎 | 提名 | 年度歌曲獎             | 〈离别总是那么突然〉              | 《离别总是那么突然》              | 寬魚國際股份有限公司 |
| 2024年 | 第35屆金曲獎 | 提名 | 最佳單曲製作人獎       | 黄韵玲〈离别总是那么突然〉        | 《离别总是那么突然》              | 寬魚國際股份有限公司 |
| 2024年 | 第35屆金曲獎 | 提名 | 最佳作曲人獎           | 黄韵玲〈离别总是那么突然〉        | 《离别总是那么突然》              | 寬魚國際股份有限公司 |

## 中華音樂人交流協會
- 1997
  - 中華音樂人交流協會1997年度十大專輯～姊妹
  - 中華音樂人交流協會1997年度十大單曲～姊妹
- 2004
  - 2004年10～12月中華音樂人交流協會推薦單曲～火
- 2006
  - 中華音樂人交流協會2006年1-4月份推薦單曲～人質
  - 中華音樂人交流協會2006年1-4月份推薦單曲～我要快樂
- 2007
  - 中華音樂人交流協會10月推薦專輯～Star
  - 中華音樂人交流協會10月推薦單曲～維多莉亞的秘密
  - 中華音樂人交流協會10月推薦單曲～Don't Sail Away
  - 中華音樂人交流協會10月推薦單曲～如果你也聽說
- 2009
  - 中華音樂人交流協會2009年12月推薦專輯～阿密特意識專輯
  - 中華音樂人交流協會2009年12月推薦單曲～相愛後動物感傷
  - 中華音樂人交流協會2009年12月推薦單曲～掉了
  - 中華音樂人交流協會2009年12月推薦單曲～開門見山
- 2010
  - 中華音樂人交流協會十大優良專輯～阿密特 張惠妹意識專輯
  - 中華音樂人交流協會十大單曲～掉了
  - 中華音樂人交流協會十大單曲～開門見山
- 2011
  - 中華音樂人交流協會2011年第二次推薦專輯～你在看我嗎
  - 中華音樂人交流協會2011年第二次推薦單曲～都什麼時候了
  - 中華音樂人交流協會2011年第二次推薦單曲～你在看我嗎
- 2012
  - 中華音樂人交流協會年度十大單曲～都什麼時候了
- 2014
  - 中華音樂人協會第三季推薦專輯～偏執面
  - 中華音樂人協會第三季推薦單曲～跳進來
- 2016
  - 中華音樂人交流協會年度十大專輯～AMIT2
  - 中華音樂人交流協會年度最佳演唱製作人獎～AMIT2
- 2017
  - 中華音樂人交流協會年度十大專輯～偷故事的人

## 其他獎項
- 1997
  - 知音時間排行榜連續5周第1名～Bad Boy
  - GTV28娛樂百分百排行榜連續8周第1名～Bad Boy
  - ICRT年度第1名～Bad Boy
  - ICRT年度第2名～姊妹
  - ICRT勁曲排行榜最佳中文專輯～Bad Boy
  - ICRT勁曲排行榜最佳中文歌曲～Bad Boy
  - ICRT勁曲排行榜最佳新人得主
  - ICRT勁曲排行榜最佳中文女歌手得主
  - 金曲龍虎榜排行榜進榜23周，連續7周第1名～姊妹
  - 金曲龍虎榜排行榜進榜27周，連續14周第1名～Bad Boy
  - 金曲龍虎榜年度總排行榜第1名～Bad Boy
  - 金曲龍虎榜年度總排行榜第2名～姊妹
  - 民生報十大偶像頒獎典禮～“最佳歌藝”獎
  - MTV台封神榜第1名～Bad Boy
  - MTV台封神榜第2名～姊妹
  - 1997年MTV台封神天后
  - 1997年HK年五大卡拉OK最受歡迎女歌手第四名
  - 1997年精選104電臺～金心新貴華語鑽石大獎
  - 1997年商業電臺叱吒樂壇流行榜～生力軍女歌手金獎
  - 1997年十大中文金曲～最有前途新人銀獎
  - 199年新城勁爆頒獎典禮～新登場女歌手獎
  - 1997年十大勁歌金曲最受歡迎國語歌曲銀獎～原來你什麼都不要
  - 1997年十大勁歌金曲最受歡迎新人獎～銅獎
  - 1997年新城國語金心情歌～原來你什麼都不要
  - 1997年度香港金唱片頒獎典禮「金唱片」～姊妹
  - 1997年CHANNEL [V] TOP 20排行榜連續3周第一名～聽海
  - 1997年CHANNEL [V] TOP 20榜中榜最佳新人得主
  - 1997年CHANNEL [V] TOP 20榜中榜得獎歌曲～BAD BOY
  - 1997年女同志十大夢中情人第10名

- 1998
  - 大成校園巨星榜第一屆女歌手票選冠軍
  - 大成校園巨星榜第二屆第一季票選冠軍
  - 民生報歡樂龍虎榜年度第4名～妹力四射
  - 民生報歡樂龍虎榜連續9周冠軍～牽手
  - 金曲獎網路人氣票選第1名
  - 1998年UFO勁碟民選大賞一月之星金獎～妹力四射
  - 1998年UFO勁碟民選大賞十月之星金獎～牽手
  - 1998年UFO勁碟民選大賞年度我最喜歡女歌手金獎
  - 1998年UFO勁碟民選大賞年度我最喜歡主打歌金獎～牽手
  - TVBS勁爆民調年度最受喜歡的歌曲勁爆民調第1名～牽手
  - TVBS勁爆民調年度最受喜歡的歌曲勁爆民調第8名～藍天
  - TVBS勁爆民調年度最受喜歡的歌曲勁爆民調第11名～聽海
  - 美國Billboard排行榜～亞洲最受歡迎歌手
  - 法國費加洛夫人雜誌～亞洲傑出女性
  - 新城勁爆國語女歌手
  - 1998年叱吒女歌手金獎
  - 1998年叱吒東方至尊飛碟獎
  - 1998年十大勁歌金曲亞太區最受歡迎臺灣女歌星獎
  - 1998年十大勁歌金曲最受歡迎國語歌曲銀獎～牽手
  - 1998年十大中文金曲十優歌手獎
  - 1998年十大中文金曲飛躍大獎～女歌手金獎
  - 1998年十大中文金曲最優秀國語歌曲銀獎～牽手
  - 第五屆新加坡金曲獎～最佳演繹女歌手獎
  - 1998年民生報十大影劇風雲人物票選冠軍~張惠妹
  - 1998年錢櫃票選新四大天后票選冠軍~張惠妹
  - 1998年十大人物虛擬英雄第6名~張惠妹
  - 1998年中國時報娛樂十大超人氣歌手～第1名
  - 1998年新加坡紅星大獎最佳主題曲～我無所謂
  - 1998年Channel [V]華語榜中榜TOP 20～牽手
  - 1998年ＶＯＧＵＥ雜誌獲選年度十大最佳衣著人士之一
  - 第二屆金鹿獎影視錄影帶～一想到你呀

- 1999
  - 1999年UFO勁碟民選大賞六月之星金獎～我可以抱你嗎？愛人
  - 1999年UFO勁碟民選大賞十二月之星金獎～妹力新世紀
  - 1999年UFO勁碟民選大賞年度我最喜歡女歌手金獎
  - 1999年UFO勁碟民選大賞年度我最喜歡最喜歡的新歌加精選輯金獎～妹力新世紀
  - 大成校園巨星榜第二屆女歌手票選冠軍
  - 1999年三立音樂風雲榜年度排行第2名～我可以抱你嗎？愛人
  - 民生報歡樂龍虎榜年度第1名～我可以抱你嗎？愛人
  - 民生報歡樂龍虎榜年度第9名～牽手
  - 第六屆新加坡金曲獎～最受歡迎女歌手獎
  - 第六屆新加坡金曲獎～年度最暢銷專輯獎
  - 香港•四台聯頒卓越表現大獎銅獎
  - 1999年中國時報十大超人氣歌手～第4名
  - 1999年《华声月报》“十大华声人物”之一
  - 1999年Channel [V]華語榜中榜TOP 20～給我感覺
  - 1999年中華文化協會「全國大學生票選二十大風雲人物」社會文化二十大風雲人物～第5名
  - 1999年華視「我的這一班」問卷調查，學生心目中理想老師～第3名

- 2000
  - 美國知名雜誌“Details”入選千禧年“國際銷魂風雲人物榜”
  - 第七屆新加坡金曲獎～最受歡迎女歌手獎
  - 大成校園巨星榜第三屆女歌手票選冠軍
  - 台灣首位受邀CNN專訪的歌手
  - 台灣首位登上Newsweek亞洲版封面的歌手
  - 台港媒體合辦「中港台華人圈最具影響力人士」50大之一

- 2001
  - 第38屆十大傑出青年當選人～“藝術文化類”
  - 第八屆新加坡金曲獎～亞太最受推崇女歌手獎
  - 中國時報超人氣10大人氣歌手第10名
  - 2001年中華文化協會「全國大學生票選二十大風雲人物」社會文化二十大風雲人物～第10名
  - 2001年中華文化協會「全國大學生票選二十大風雲人物」兩岸二十大風雲人物～第15名
  - 2001年軍中情人前10名
  - 2001年飛碟電台最受歡迎15首之一歌曲～真實
  - 2001年飛碟電台最蟬聯最多週冠軍的專輯～真實
  - 美國庫比蒂諾市長頒發「兩岸三地傑出藝人獎」

- 2002
  - 中國時報超人氣10大人氣歌手第4名
  - 2002年中華文化協會「全國大學生票選二十大風雲人物」社會文化二十大風雲人物～第12名
  - 2002年中華文化協會「全國大學生票選二十大風雲人物」兩岸二十大風雲人物～第8名
  - 2002年時尚雜誌集團舉辦的「金衣獎」～第3名
  - 2002年時尚雜誌集團舉辦的「金衣獎」最具魅力獎～第3名
  - 第六屆促進原住民社會發展有功團體暨人士
  - 2002年佳麗決選出爐（40位美女）臺灣區冠軍
  - 星報媒體民調臺灣地區年輕人　男、女性最喜愛的女偶像：冠軍～張惠妹
  - 2002年十大娛樂新聞票選年度重要新聞～冠軍：張惠妹大陸車禍脖子受傷
  - 2002年華語流行樂傳媒大獎十佳專輯～發燒
  - 2002年華語流行樂傳媒大獎十佳專單曲～知道
  - 第八屆全球華語音樂榜中榜～亞洲最受歡迎歌手獎
  - 第八屆全球華語音樂榜中榜～TOP 20感應
  - 2002年MTV亞洲大獎～臺灣最受歡迎歌手獎
  - 美國TIME雜誌亞洲20大風雲人物
  - 美國TIME雜誌亞洲版封面人物
  - 香港新城勁爆國語女歌手
  - 香港新城力頌20大金曲之一～排山倒海
  - 香港新城國語力熱播冠軍歌曲大獎～排山倒海
  - 2002年“幽浮勁碟排行榜”TOP10～第6名狠角色
  - 第二屆“MTV封神榜音樂獎”人氣歌手Top 20之一
  - 張菲票選年度十大美女之一
  - 2002唱片圈收入排行榜～第1名
  - 2002年同志情歌票選第9名～記得

- 2003
  - Kiss Radio十大發燒星第6名
  - 新加坡票選亞洲偶像50強～第17名
  - 同志情歌票選冠軍歌曲～勇敢
  - 第四屆中國金唱片獎最佳女藝人獎
  - 2003年“幽浮勁碟排行榜”TOP10～第2名勇敢
  - 2003年唱片圈收入排行榜～第2名
  - 第二十九屆太平國小傑出校友～張惠妹
  - 張菲票選年度十大美女之一
  - 中國麥樂迪KTV點播最高獎～勇敢

- 2004
  - 第十屆全球華語音樂榜中榜～港臺最佳女歌手
  - 第十屆全球華語音樂榜中榜～最佳歌曲獎-勇敢
  - 2004年MTV亞洲大獎臺灣最受歡迎歌手
  - Kiss電臺九九九經典情歌“都會男女”入選-原來你什麼都不要、最愛的人傷我最深、聽海
  - Kiss電臺九九九經典情歌“酷勁Ｅ族”入選-原來你什麼都不要、解脫、勇敢
  - 第二屆“世界和平音樂獎”大中華區的唯一代表藝人
  - 第七屆‘金瑪格杯’中央電視臺音樂電視大賽~年度港澳臺及海外華語歌壇最佳女歌手獎
  - 2004 Music In中國Top排行榜～臺灣地區最佳女歌手
  - 2004年50位最受注目的完美女性～第17名
  - 2004年“MTV封神榜音樂獎”人氣歌手Top 20之一
  - 第4屆全球華語歌曲排行榜頒獎～最佳舞臺演繹
  - 費加洛2004年度風雲女性～第二高票
  - MTV年度10大男女歌手
  - 2004年度十大暨最佳各項 by袁永興～最佳流行專輯女歌手（也許明天）
  - 音樂不寂寞2004年華人音樂年度十大推薦唱片～也許明天
  - 東風年度十大風雲人物～冠軍
  - 2004年唱片圈收入排行榜～第9名

- 2005
  - 2005年北部好事電臺今生最愛情歌票選第30名～聽海
  - 2005年港都電臺今生最愛愛情歌票選歌票選第1名～聽海
  - 2005年台中山海屯電臺今生最愛愛情歌第1名～聽海
  - Discovery臺灣人物志”大眾文化與娛樂類”～票選冠軍
  - MTV台票選金曲獎最佳國語女演唱人獎～網路人氣票選第1名
  - 好樂迪票選金曲獎最佳國語女演唱人獎～網路票選第1名
  - 新加坡總統納丹頒發紀念獎章

- 2006
  - 2006年愛在好事、浪漫情歌票選第5名～女人說
  - MusicRadio音樂之聲最受歡迎的20大甜蜜情歌～一想到你呀
  - MTV封神榜音樂獎～Top 20人氣歌手之ㄧ
  - MTV封神榜音樂獎～MTV傳奇天后獎
  - 2006年「TOMＭ娛樂英雄會」年度最具實力女歌手獎～張惠妹
  - 2006年中國時報的年度10大華語專輯～我要快樂
  - 2006年Funky的同志最愛女歌手播放歌曲榜第2名～張惠妹
  - 2006年度錢櫃新歌點唱總冠軍～我要快樂
  - 2006年錢櫃全年點唱TOP 10第8名且是唯一新歌～我要快樂
  - 好樂迪2006年全年新歌點唱亞軍～我要快樂
  - 2006年度雪碧中國原創音樂流行榜-亞太地區最受歡迎女歌手～張惠妹
  - 2006年度雪碧中國原創音樂流行榜-亞太地區最佳演繹獎～張惠妹
  - 2006年度雪碧中國原創音樂流行榜-臺灣地區傳媒推薦大獎～張惠妹
  - 第13屆全球華語音樂榜中榜～港臺最佳女歌手
  - 第一屆奇摩家族音樂獎最受歡迎女歌手～張惠妹
  - 第一屆奇摩家族音樂獎最受歡迎抒情MV～我要快樂？
  - 第一屆奇摩家族音樂獎最受歡迎舞臺詮釋～不要亂說
  - 第一屆奇摩家族音樂獎榜上最長壽專輯～我要快樂？（30周）
  - 第一屆奇摩家族音樂獎十大歌手～張惠妹
  - 第一屆奇摩家族音樂獎十大專輯～我要快樂？
  - 第一屆奇摩家族音樂獎十大單曲 ～我要快樂？
  - 2006十大Hito音樂事件-阿妹更上層樓 紐約學歌舞。
  - YHC流行歌曲排行榜/2006年首屆年度總評選【最受歡迎女歌手】★金獎：【張惠妹】
  - YHC流行歌曲排行榜/2006年首屆年度總評選【最受歡迎港臺國語唱片】★金獎：【《我要快樂》張惠妹】
  - YHC流行歌曲排行榜/2006年首屆年度總評選【最受歡迎華人合唱歌曲★金獎：【《巴冷公主》／王宏恩、張惠妹】
  - YHC流行歌曲排行榜/2006年首屆年度總評選【最受歡迎廣告＆公益歌曲】☆銀獎：〖張惠妹《TouchYourHeart》
  - 音樂之聲2006年中國ＴＯＰ榜～全能藝人獎
  - 音樂之聲2006年中國ＴＯＰ榜～推薦唱片獎
  - 音樂之聲2006年中國ＴＯＰ榜～年度金曲獎

- 2007
  - 中美娛樂先鋒人物鑽石獎～張惠妹
  - Yahoo！奇摩2007 Top 10最受歡迎歌手～第7名
  - Fountain雜誌－“臺灣五十大專輯＆唱片”～姊妹
  - 2007年博客來年度推薦榜～Star
  - 2007年雪碧音樂榜～臺灣最佳舞臺演繹女歌手獎
  - 2007年MTV“百大發燒金曲”第1名～一眼瞬間
  - 2007年MTV“百大發燒金曲”第28名～如果你也聽說
  - 2007年MTV“百大發燒金曲”第81名～你是愛我的
  - MTV台2007年度對唱情歌排行第8名～最愛的人傷我最深
  - MTV台2007年度對唱情歌排行第9名～一眼瞬間
  - 第二屆奇摩家族音樂獎最受歡迎女歌手～張惠妹
  - 第二屆奇摩家族音樂獎年度情歌歌曲表現傑出歌手獎～張惠妹　如果你也聽說
  - 第二屆奇摩家族音樂獎年度最受歡迎精選專輯獎～愛的力量十年精選
  - 第二屆奇摩家族音樂獎年度最受歡迎對唱情歌～張惠妹、蕭敬騰 一眼瞬間
  - 第二屆奇摩家族音樂獎年度十大歌手得獎～張惠妹
  - 第二屆奇摩家族音樂獎年度十大專輯得獎～STAR
  - 第二屆奇摩家族音樂獎年度十大單曲得獎～如果你也聽說
  - ‘第一屆KISS APPLE親蘋果情歌榜’第一名～一眼瞬間
  - 2007年Music Radio中國TOP排行榜金曲獎～如果你也聽說
  - 2007年Music Radio中國TOP排行榜音樂之聲港臺推薦唱片獎～Star
  - 2007年新加坡華語唱片銷量第3名～愛的力量:十年情歌最精選
  - 2007年唱片圈收入排行榜～第3名

- 2008
  - 第十四屆新加坡金曲獎～最受歡迎女歌手
  - 2008年唱片圈收入排行榜第8名
  - 第10屆馬來西亞《娛協獎》最佳海外演繹歌手獎～一眼瞬間（張惠妹+蕭敬騰）
  - 第10屆馬來西亞《娛協獎》十大原創歌曲獎（國際組）～一眼瞬間（張惠妹+蕭敬騰）
  - 第10屆馬來西亞《娛協獎》最佳海外演繹歌手獎～一眼瞬間（張惠妹+蕭敬騰）
  - 北京2008奧運會優秀歌曲獎～永遠的朋友

- 2009
  - 新城國語力頒獎禮2009～全球最受歡迎至尊歌手大獎
  - 新城國語力頒獎禮2009～新城國語力女歌手
  - 新城國語力頒獎禮2009～新城國語力全國最受歡迎歌手
  - 新城國語力頒獎禮2009～新城國語力歌曲《相愛後動物感傷》
  - 新城國語力頒獎禮2009～新城國語力優秀演繹獎
  - 新城國語力頒獎禮2009～新城國語力專輯《阿密特》
  - 台灣流行音樂200最佳專輯名單第10名～《姊妹》
  - 台灣流行音樂200最佳專輯名單第26名～《BAD BOY》
  - 第十五屆新加坡金曲獎～最佳國語女演唱人獎
  - MusicRadio港臺推薦唱片~張惠妹《阿密特》
  - 馬來西亞報章年度十大專輯~NO.1：阿密特
  - QQ音樂2009年度10大歌手~張惠妹
  - 2009年度十大驚豔專輯～阿密特
  - 易查年度最受歡迎女歌手Top10～NO.7張惠妹
  - 星外星唱片年度榜～NO.18阿密特
  - 上海101年度單曲排行榜～67.《掉了》
  - 上海101年度單曲排行榜～29.《分生》
  - 新浪娛樂年度十大專輯~《阿密特》
  - 2009年華語金曲獎國語10大專輯第9名～阿密特
  - 中國娛樂網粉絲星光耶誕節～第四名：張惠妹
  - 2009 KTV總點榜～第3名：阿密特《好膽你就來》
  - 新浪年度最佳專輯
  - 搜狐年度最佳專輯 年度最佳演唱會
  - 網易163年度最佳專輯
  - Tom網年度十大專輯
  - QQ騰訊年度唱片 年度十大歌手
  - 音樂原動力年度十大專輯
  - 南方都市報2009年度娛樂年鑒之年度十大唱片
  - 百度年度搜索女歌手第三名 張惠妹 檢索量：215,173,868次
  - 百度年度最佳專輯第3名《阿密特》
  - 百度年度最佳女歌手第4名
  - 加拿大至HiT中文歌曲排行榜全國推崇女歌手～張惠妹
  - 加拿大至HiT中文歌曲排行榜全國推崇十大國語歌曲～好膽你就來
  - 超級巨星紅白藝能大賞年度10大人氣女歌手～張惠妹
  - 第20屆金曲獎最愛一首歌獎第10屆至第19屆第2名～真實
  - 2009年唱片圈收入排行榜第9名
  - 2009年1111人力銀行票選最受尾牙歡迎女藝人第2名～張惠妹

- 2010
  - 新加坡E樂大賞全球推崇女歌手獎～張惠妹
  - 2010年全球華語榜中榜亞洲影響力大典～最佳女歌手獎
  - 2010年全球華語榜中榜亞洲影響力大典～最佳專輯獎
  - 2010年全球華語榜中榜亞洲影響力大典～最佳演唱會獎
  - 2010年第一屆ASIA ONLINE 網路金曲獎最佳演繹女歌手獎～張惠妹
  - 2010年MusicRadio音樂之聲中國TOP排行榜最佳新人獎～阿密特
  - 第四屆FreshMusic Awards 2010年～年度歌手大曜進獎
  - 第四屆FreshMusic Awards 2010年～最佳女演唱人獎
  - 華語金曲獎2010十大華語唱片～阿密特
  - 第十屆CTTV-MTV音樂盛典港澳台地區最佳女歌手獎～張惠妹
  - 第十六屆新加坡金曲獎～海外傑出歌手獎（台灣）
  - 廣播金鐘獎入圍～電台台呼獎
  - 台東縣豐田國中校友傑出獎～張惠妹
  - 好樂迪年度10大K歌排行榜第10名～維多利亞的秘密
  - 錢櫃年度10大K歌排行榜第8名～維多利亞的秘密
  - 超級巨星紅白藝能大賞年度10大人氣女歌手～張惠妹
  - 2010年中國富比士名人綜榜第38名
  - 2010年鴻海尾牙票選最想看到的女歌手～張惠妹
  - 2010年唱片圈收入排行榜第9名
  - 2010年讀者文摘-最受信賴名人排行榜第23名～張惠妹

- 2011
  - 錢櫃點播女歌手排行榜第2名～張惠妹（維多利亞的秘密　記得　人質）
  - 錢櫃點播女歌手排行榜第5名～阿密特（掉了　好膽你就來　夢中做憨人）
  - 2011年亞洲星光爭霸戰票選第9名
  - 榮登國際媒體頻道BIO人物傳
  - 《yam蕃薯藤》票選「建國百年來 最具代表的聲音」～張惠妹冠軍
  - 二度登上接受CNN專訪的華人歌手刷新華人紀錄
  - 2011年上半年全球流行金榜20大金曲～都什麼時候了
  - 2011年上半年全球流行金榜20大金曲～我最親愛的
  - 福布斯雜誌票選大陸最有名的25位台灣人榜首
  - 2011年全球華語榜最最佳女歌手獎～張惠妹
  - 2011年同志最愛情歌第1名～我要快樂 [8]
  - 2011年同志最愛情歌第６名～掉了 [8]
  - 第十七屆新加坡金曲獎最佳演繹女歌手獎～張惠妹
  - 1111人力銀行票選最受尾牙歡迎女藝人冠軍~張惠妹
  - 2011年YouTube台灣年度熱門影片排行榜第6名～我最親愛的
  - 2011蘋果娛樂音樂大賞十大風雲音樂獎～我最親愛的
  - 2011蘋果娛樂音樂大賞MOD歡樂坊年度最佳點播歌曲獎～我最親愛的
  - 2011新浪音樂港台年度十大專輯～你在看我嗎
  - 2011年北京中歌榜港台年度最佳女歌手
  - 2011年北京中歌榜港台年度最佳專輯～你在看我嗎
  - 2011年北京中歌榜年度最佳舞台演繹女歌手
  - 2011年北京中歌榜年度最佳歌曲～我最親愛的
  - 2011年中廣i Radio華語年度金曲10大專輯第4名～你在看我嗎
  - 2011年Play Music 年度必聽十大專輯～你在看我嗎
  - 2011年唱片圈收入排行榜第6名
  - 2011年富比士中國名人綜合榜～第51名

- 2012
  - MusicRadio中國TOP排行榜港台最佳女歌手獎～張惠妹
  - MusicRadio中國TOP排行榜年度最具影響力歌手獎～張惠妹
  - MusicRadio中國TOP排行榜港台最受歡迎唱片獎～你在看我嗎
  - MusicRadio中國TOP排行榜港台年度最佳十大金曲獎～我最親愛的
  - FHM全球百大性感美女票選第33名～張惠妹
  - 張雍獲得巴黎攝影賽商業攝影類專業組的第2名～你在看我嗎專輯封面
  - 第二屆全球流行音樂金榜～年度最佳女歌手
  - 第二屆全球流行音樂金榜MusicRadio音樂之聲年度點播冠軍～我最親愛的
  - 第二屆全球流行音樂金榜年度二十大金曲獎～我最親愛的
  - 2012年唱片圈收入排行榜第6名
  - 2012年富比士中國名人綜合榜～第36名
  - 2012年中國演唱會票房第5名～張惠妹（女歌手第一名）
  - 2012年1111人力銀行票選最受尾牙歡迎女藝人第2名～張惠妹

- 2013年
  - 《自由年代》十大金曲票選第2名～原來你什麼都不要
  - 《自由年代》十大金曲票選第7名～BAD BOY
  - 中國好聲音第2季冠軍導師
  - 2013年東方線上消費者資料庫調查國人藝人偏好度第4名
  - 2013年富比士中國名人綜合榜～第63名
  - 2013年1111人力銀行票選最受尾牙歡迎女藝人第3名～張惠妹

- 2014
  - 新加坡同志雜誌《ELEMENT》～張惠妹入圍亞洲同志平權英雄榜
  - 2014娛樂大賞明星～最受歡迎十大明星
  - Spotify 2014台灣最受歡迎歌手第5名
  - Spotify 2014最受歡迎亞洲歌手第3名
  - Spotify 2014台灣最受歡迎專輯第4名～偏執面
  - 『烏托邦世界巡城演唱會』台北小巨蛋10場創下台灣演唱會史上賣票最快（10場門票於開賣12分鐘內完售）
  - 第十五屆華語音樂傳媒大獎最佳舞曲藝人
  - 台灣大哥大myMusic 2014年度單曲榜第27名～都對也都錯
  - 台灣大哥大myMusic 2014年度單曲榜第36名～三月
  - 台灣大哥大myMusic 2014年度專輯榜第8名～偏執面

- 2015
  - 第五屆全球流行音樂金榜年度二十大金曲獎～三月
  - 第八屆 Freshmusic Awards年度10大單曲第4名～偏執面
  - 國外網站Fantastic Music Videos入圍最佳動畫ＭＶ～放了那個作品
  - 2015年Spotify台灣最受歡迎專輯第5名～我最親愛的精選輯
  - 2015年好事年度十大好歌第7名～血腥愛情故事
  - 台灣大哥大myMusic 2015年度專輯榜第18名～AIMT2
  - 中廣年度華語金曲榜第6名～AIMT 2
  - 2015年度自選音樂頒獎禮最佳國語女歌手～張惠妹
  - 2015年中國演唱會票房第4名～張惠妹（女歌手第一名）
  - 2015年1111人力銀行票選最受尾牙歡迎女藝人第3名～張惠妹

- 2016
  - Spotify人氣排行台灣最愛聽女歌手冠軍～張惠妹
  - 第九屆 Freshmusic Awards 10大年度專輯第3名～AMIT 2
  - 第一屆酷摩沙獎酷兒世代獎～張惠妹
  - 2016年YouTube台灣10大熱門音樂影片第2名～不該
  - 2016年微博年度卓越成就歌手獎～張惠妹
  - 2016年中國演唱會票房第4名～張惠妹（女歌手第一名）
  - 2016年1111人力銀行票選最受尾牙歡迎女藝人第3名～張惠妹
  - 2016年中國華語金曲獎10大華語唱片～AMIT2
  - 2016年中國華語金曲獎年度最佳合輯～大巴六九部落傳唱歌謠
  - 2016年KISS電台K歌榜年終榜第1名～不該

- 2017
  - 2017年臺北市同志公民活動同志最愛金曲第1名～彩虹
  - 2017富比士中國名人綜合榜～第97名（收入台灣女歌手第一7500萬人民幣）
  - 2017年台灣大哥大MyMusic最受歡迎歌手獎～張惠妹
  - 2017年台灣大哥大MyMusic十大專輯～偷故事的人
  - 2017年台灣大哥大MyMusic十大單曲～連名帶姓
  - 2017年台灣大哥大MyMusic華語單曲第22名～默
  - 2017年中國華語金曲獎年度最佳演出管理～張惠妹2016烏托邦演唱會
  - 2017年日本CRI年度熱門專輯第一名～偷故事的人
  - 2017年中國演唱會票房第4名～張惠妹（女歌手第一名）
  - 2017年福布斯亞洲慈善英雄榜
  - 2017年1111人力銀行票選最受尾牙歡迎女藝人第2名～張惠妹

- 2018
  - 2018年第11屆Freshmusic Awards最佳女演唱人獎～張惠妹（第２名）
  - 2018年第11屆Freshmusic Awards年度十大單曲～身後
  - 2018年第11屆Freshmusic Awards年度最佳專輯～偷故事的人
  - 2018年蘋果日報票選金曲獎最佳國語女歌手人氣第一名
  - 2018年第二屆金麥獎最佳國語女歌手～張惠妹
  - 2018年第二屆金麥獎年度最佳專輯獎～偷故事的人
  - 2018年第二屆CMA唱工委音樂獎最佳女歌手～張惠妹
  - 2018年第二屆CMA唱工委音樂獎最佳作曲人獎～連名帶姓（周杰倫）
  - 2018年德國紅點設計獎～身後
  - 2018年新加坡電台96.3票選10大巨星之一～張惠妹
  - 2018年Spotify最佳串流藝人第2名～張惠妹
  - 2018年Spotify最佳串流台灣藝人第1名～張惠妹
  - 2018年Spotify最佳串流女歌手第1名～張惠妹
  - 2018年Spotify最佳串流專輯第1名～偷故事的人
  - 2018年Spotify最佳串流單曲第2名～連名帶姓
  - 2018年台灣Apple Music專輯排行榜冠軍～偷故事的人
  - 2018年YouTube台灣10大熱門歌曲第10名～傲嬌
  - 2018年第十二屆音樂盛典咪咕匯年度十大金曲～連名帶姓
  - 2018年第十二屆音樂盛典咪咕匯年度最佳專輯～偷故事的人
  - 2018年第十二屆音樂盛典咪咕匯年年度最佳華語號召力歌手～張惠妹
  - 2018年韓國MAMA最佳MV導演獎～身後
  - 2018年中國全球華語金曲獎10大金曲～偷故事的人
  - 2018年中國全球華語金曲獎最佳作曲～偷故事的人
  - 2018年中國華語金曲獎10大華語唱片～偷故事的人
  - 2018年中國華語金曲獎10大華語金曲～連名帶姓
  - 2018年MyMusic音樂串流華語年度單曲榜第3名～連名帶姓
  - 2018年MyMusic音樂串流年度十大歌手第3名～張惠妹
  - 2018年MyMusic音樂串流華語年度專輯榜第1名～偷故事的人
  - 2018年新浪音樂年度十大歌曲～雙影
  - 2018年流行音樂全金榜年度20大金曲～連名帶姓

- 2019
  - 2019全球華人歌曲排行榜年度最受歡迎影視金曲～雙影
  - 2019全球華人歌曲排行榜年度最佳作詞～雙影
  - 2019全球華人歌曲排行榜年度最佳作曲～雙影
  - 2019全球華人歌曲排行榜年度最佳編曲～雙影
  - 2019全球華人歌曲排行榜年度金曲～雙影
  - 2019年1111人力銀行票選最受尾牙歡迎女藝人第3名～張惠妹
  - 2019年新加坡電台96.3好歌發燒榜情歌對唱第3名～最愛的人傷我最深
  - 2019年新加坡電台96.3好歌發燒榜90年代最受歡迎歌曲第10名～聽海

- 2020
  - 2020年yes123求職網票選最想看的明星第3名～張惠妹
  - 2020年新加坡電台96.3好歌發燒榜情歌對唱第11-30名之一～最愛的人傷我最深
  - 2020年新加坡電台96.3好歌發燒榜90年代最受歡迎女歌手歌曲第5名～聽海
  - 2020年新加坡電台96.3好歌發燒榜90年代最受歡迎女歌手歌曲第11-30名之一～原來你什麼都不要
  - 2020年1111人力銀行票選最受尾牙歡迎女藝人第4名～張惠妹
  - 2020年求職網票選尾牙最受歡迎藝人第5名～張惠妹

- 2021
  - 2021年YouTube華語歌曲破億排行榜第13名～不該(1.37億)
  - 2021年第56屆金鐘獎非戲劇類導播獎～陳美而《BMW M 20/21 aMEI UTOPIA EAST阿妹 台東跨年》
  - 2021年Spotify台灣最受歡迎歌手及組合第9名～張惠妹
  - 2021年Spotify台灣最受歡迎女歌手第6名～張惠妹
  - 2021年Spotify最受歡迎歌手及組合第17名～張惠妹
  - 2021年MyMusic年度華語單曲排行榜第5名～緩緩
  - 2021年獲選英國時尚雜誌《TATLER尚流》亞洲版「亞洲最具影響力人物」之一

- 2022
  - 2022年Spotify台灣最多串流收聽次數女歌手第3名～張惠妹
  - 2022年Spotify台灣最多串流收聽次數在地歌手第7名～張惠妹
  - 2022年MyMusic年度歌手排行榜第5名～張惠妹
  - 2022年MyMusic年度華語單曲排行榜第4名～對等關係
  - 2022年獲選英國時尚雜誌《TATLER尚流》亞洲版「亞洲最具影響力人物」之一

- 2023
  - DailyView網路溫度計討論度最高的人氣歌手第8名～張惠妹
  - 騰訊音樂浪潮2001～2020年200最佳華語專輯前10年第12名～阿密特
  - 騰訊音樂浪潮2001～2020年200最佳華語專輯前10年第28名～我要快樂?
  - 騰訊音樂浪潮2001～2020年200最佳華語專輯前10年第40名～真實
  - 騰訊音樂浪潮2001～2020年200最佳華語專輯後10年第29名～阿密特2
  - 台灣音樂雜誌VIBES創刊票選21世紀台灣最具影響力的歌第6名～彩虹
  - Spotify台灣上線十年最高人氣歌手第7名～張惠妹
  - 新加坡電台1003 U選1000大歌曲2006年第13名～人質
  - 新加坡電台1003 U選1000大歌曲2006年第21名～我要快樂
  - 新加坡電台1003 U選1000大歌曲2007年第14名～如果你也聽說
  - 新加坡電台1003 U選1000大歌曲2007年第33名～一眼瞬間
  - 新加坡電台1003 U選1000大歌曲2009年第12名～掉了
  - 新加坡電台1003 U選1000大歌曲2011年第26名～我最親愛的
  - 新加坡電台1003 U選1000大歌曲2015年第46名～靈魂盡頭
  - 新加坡電台1003 U選1000大歌曲2016年第9名～不該
  - 新加坡電台1003 U選1000大歌曲2017年第16名～連名帶姓
  - 新加坡電台1003 U選1000大歌曲2017年第22名～身後
  - 新加坡電台1003 U選1000大歌曲2020年第49名～緩緩
  - 新加坡電台1003 U選1000大歌曲2021年第20名～對等關係
  - 新加坡電台1003 U選1000大歌曲2023年第50名～離別總是那麼突然
  - 2023年Spotify台灣最多串流收聽次數在地歌手第7名～張惠妹
  - 2023年Spotify全球前10名串流收聽次數華語流行女歌手第5名～張惠妹
  - 2023年yes123求職網票選最想看的明星第5名～張惠妹
  - 2023年獲選英國時尚雜誌《TATLER尚流》亞洲版「亞洲最具影響力人物」之一
  - 2023年騰訊音樂浪潮綜合得分最高歌曲TOP10第5名～離別總是那麼突然

- 2024
  - 2024年MUSE Design Awards 《ASMR世界巡迴演唱會》獲選概念設計獎-娛樂類別-最高等級Platinum鉑金獎
  - 2024年Spotify台灣最多串流收聽次數在地歌手第9名～張惠妹
  - 2024年yes123求職網票選最想看的明星第5名～張惠妹
  - 2024年獲選英國時尚雜誌《TATLER尚流》亞洲版「亞洲最具影響力人物」之一

- 2025
  - 2025年倫敦國際設計獎(London Design Awards Winners)《ASMR MAX世界巡迴演唱會 》獲選概念設計-展覽與活動-最高等級Platinum鉑金獎。[9]

## 其他榜單

### KKBox

#### KKBox年度百大專輯
| 年份   | 專輯                     | 名次   |
| ------ | ------------------------ | ------ |
| 2009年 | 《阿密特》               | 第10名 |
| 2009年 | 《STAR》                 | 第87名 |
| 2010年 | 《阿密特》               | 第32名 |
| 2011年 | 《你在看我嗎》           | 第5名  |
| 2011年 | 《阿密特》               | 第45名 |
| 2011年 | 《愛的力量10情歌最精選》 | 第99名 |

#### KKBox年度百大單曲
| 年份   | 單曲             | 名次   |
| ------ | ---------------- | ------ |
| 2009年 | 〈掉了〉         | 第32名 |
| 2009年 | 〈分生〉         | 第32名 |
| 2010年 | 〈掉了〉         | 第64名 |
| 2011年 | 〈我最親愛的〉   | 第7名  |
| 2011年 | 〈還有眼淚就好〉 | 第42名 |
| 2011年 | 〈都什麼時候〉   | 第72名 |
| 2011年 | 〈掉了〉         | 第84名 |
| 2017年 | 〈默〉           | 第20名 |

- 2006
  - 第二屆數位KKBox音樂風雲榜年度二十大單曲～我要快樂？
  - 第二屆數位KKBox音樂風雲榜～飛碟KKBox傳媒推薦大獎
  - 第二屆數位KKBox音樂風雲榜～飛碟KKBox傳媒點播人氣獎
- 2007
  - 第三屆數位KKBox音樂風雲榜年度十大歌手～第10名
  - 第三屆數位KKBox音樂風雲榜年度十大歌曲～一眼瞬間
  - 第三屆數位KKBox音樂風雲榜年度十大歌曲～如果你也聽說
- 2009
  - 2009年KKBox年度10大風雲歌手～張惠妹
  - KKBox編輯室年度最推薦－2009必聽的十張華語大碟～阿密特
- 2011
  - 2011年KKBox年度10大風雲歌手
- 2014
  - 2014年香港KKBox華語專輯榜年度第8名～偏執面
  - 2014年KKBox華語年度百大單曲榜第23名～都對也都錯
- 2015
  - KKBox 90年代華語金曲排行榜第12名～趁早
  - KKBox 90年代華語金曲排行榜第25名～聽海
  - KKBox年度熱搜關鍵字第9名～張惠妹
  - KKBox 2015年度華語十大專輯～AIMT2
  - KKBox 2015年華語年度專輯榜第8名～AIMT2
- 2016
  - 2016年KKBox華語年度單曲榜第4名～不該
- 2017
  - 2017年KKBox年度風雲大使～張惠妹
- 2018
  - 2018年KKBox年度單曲累積榜第2名～連名帶姓
  - 2018年KKBox年度單曲累積榜第18名～身後
  - 2018年KKBox年度單曲累積榜第23名～偷故事的人
  - 2018年KKBox年度單曲累積榜第33名～傲嬌
  - 2018年KKBox年度單曲累積榜第40名～你說了算
  - 2018年KKBox年度單曲累積榜第53名～壞的好人
  - 2018年KKBox年度單曲累積榜第64名～裝醉
  - 2018年KKBox年度熱搜關鍵字第5名～張惠妹
  - 2018年KKBox年度10大風雲人物～張惠妹
- 2022
  - 2022年KKBox年度單曲累積榜第8名～對等關係
- 2023
  - 2023年KKBox年度單曲累積榜第66名～離別總是那麼突然

### 臺北之音Hit FM聯播網
- 1998
  - 1998年HITO年度百首單曲票選第2名～牽手
  - 1998年HITO年度百首單曲票選第13名～藍天
  - 1998年HITO年度百首單曲票選第48名～我是多麼想你
- 1999
  - 「HIT FM音樂大獎」之「十大中文專輯」～我可以抱你嗎?愛人
  - 1999年HITO年度百首單曲票選第11名～我可以抱你嗎
  - 1999年HITO年度百首單曲票選第66名～給我感覺
- 2000
  - 2000年HITO年度百首單曲票選第11名～我要飛
- 2001
  - 2001年HITO年度百首單曲票選第6名～記得
  - 2001年HITO年度百首單曲票選第36名～感應
  - 2001年HITO年度百首單曲票選第77名～一夜情
- 2002
  - 臺北之音2002年100首經典歌曲票选第12名～原來你什麼都不要
  - 臺北之音2002年100首經典歌曲票选第47名～姊妹
  - 2002年HITO年度百首單曲票選第80名～知道
  - 2002年HITO年度百首單曲票選第40名～狠角色
  - 2002年度HITO流行音樂獎年度華語歌曲獎～狠角色
  - 2002年度HITO流行音樂獎最受歡迎女歌手獎～張惠妹
- 2003
  - 臺北之音2003年度DJ最愛百首經典單曲第5名～聽海
  - 臺北之音2003年度DJ最愛百首經典單曲第27名～一想到你呀
  - 臺北之音2003年度DJ最愛百首經典單曲第56名～姊妹
  - 臺北之音2003年度DJ最愛百首經典單曲第76名～解脫
  - 2003年HITO年度百首單曲票選第17名～勇敢
  - 2003年HITO年度百首單曲票選第58名～假惺惺
- 2004
  - 臺北之音2004年度100大經典Ｋ歌第8名～剪愛
  - 臺北之音2004年度100大經典Ｋ歌第37名～原來你什麼都不要
  - 臺北之音2004年度100大經典Ｋ歌第40名～最愛的人傷我最深
  - 臺北之音2004年度100大經典Ｋ歌第75名～解脫
  - 2004年HITO年度百首單曲票選第60名～火
- 2005
  - 2005年聽見希望臺北之音年度單曲票選第11名～姊妹
  - 2005年聽見希望臺北之音年度單曲票選第41名～一想到你呀
  - Hit FM票選金曲獎最佳國語女演唱人獎～網路票選第一名
- 2006
  - 臺北之音2006年度百大廣告單曲第50名～You Make me Free
  - 臺北之音2006年度百大廣告單曲第63名～The Power of Love
  - 臺北之音2006年度百大廣告單曲第94名～給我感覺
  - 2006年HITO年度百首單曲票選第23名～人質
  - 2006年HITO年度百首單曲票選第25名～我要快樂
- 2007
  - 2007年臺北之音百首經典對歌曲第20名～最愛的人傷我最深
  - 2007年HITO年度百首單曲票選第52名～一眼瞬間
  - 2007年HITO年度百首單曲票選第20名～如果你也聽說
  - 2007年Hito流行音樂獎年度十大華語歌曲～如果你也聽說
  - 2007年Hito流行音樂獎Hito蟬聯冠軍最久專輯～Star
- 2009
  - 2009年HITO年度百首單曲票選第71名～分生
  - 2009年HITO年度百首單曲票選第15名～掉了
  - 2009 FM年度10大專輯～阿密特意識專輯
- 2011
  - Hit FM「經典單曲100首」獲選百大單曲～姊妹
  - Hit FM「經典單曲100首」獲選百大單曲～聽海
  - Hit FM「經典單曲100首」獲選百大單曲～人質
  - 2011年HITO年度百首單曲票選第7名～我最親愛的
  - 2011年HITO年度百首單曲票選第30名～你在看我嗎
  - 2011 HitFM年度十大專輯～你在看我嗎
- 2012
  - 2012年HITO流行音樂獎hito女歌手獎～張惠妹
  - 2012年HITO流行音樂獎hito年度華語歌曲獎～我最親愛的
- 2014
  - 2014年HITO年度百首單曲票選第51名～跳進來
  - 2014年HITO年度百首單曲票選第27名～這樣你還要愛我嗎
  - 2014年HITO年度百首單曲票選第7名～三月
- 2015
  - 2015年HITO年度百首單曲票選第40名～母系社會
  - 2015年HITO流行音樂獎年度十大華語歌曲～三月
  - 2015年HitFM年度10大專輯～AIMT2
- 2016
  - 2016年HITO流行音樂獎年度十大華語歌曲～母系社會
  - 2016年HITO流行音樂獎最佳女歌手～阿密特
  - 2016年HITO流行音樂獎最佳編曲獎～牙買加的檳榔
  - 2016年HITO流行音樂獎全球傳媒大獎～AMIT 2
  - 2016年HITO年度百首單曲票選第5名～不該
- 2017
  - 2017年HITO流行音樂獎年度十大華語歌曲～不該
  - 2017年HITO年度百首單曲票選第43名～你說了算
  - 2017年HITO年度百首單曲票選第18名～偷故事的人
  - 2017年HITO年度百首單曲票選第4名～連名帶姓
  - 2017年HitFM年度10大專輯～偷故事的人
- 2018
  - 2018年HITO流行音樂獎年度十大華語歌曲～連名帶姓
  - 2018年HITO流行音樂獎最佳女歌手～張惠妹
  - 2018年HITO流行音樂獎HITO冠軍王～張惠妹
  - 2018年HITO流行音樂獎最長壽專輯～偷故事的人（25週）
  - 2018年HITO年度百首單曲票選第81名～IF Only
- 2021
  - 2021年HITO年度百首單曲票選第98名～對等關係

### 醉心龍虎榜
《醉心龍虎榜》是新加坡歷史的華語歌曲排行榜節目；每週公佈由聽眾票選的20大歌曲。
- 2009頂尖100
  - 第3名～掉了
  - 第6名～分生
  - 第93名～相愛後動物感傷

- 2011醉心龍虎榜百大金曲
  - 第10名～我最親愛的
  - 第30名～還有眼淚就好
  - 第81名～都什麼時候了
  - 第97名～High咖

- 2014頂尖100
  - 第31名～這樣你還要愛我嗎
  - 第40名～都對也都錯
  - 第50名～三月
  - 第94名～We Are One／蔡健雅、林憶蓮、那英、張惠妹

### U選1000
U選1000是由新加坡報業控股旗下中文電臺UFM100.3主辦的中文歌曲排行榜，榜單由聽眾實名制投票產生。
| 單曲                 | 年份    | 年份    | 年份    | 年份    | 年份    | 年份    | 年份      | 年份     | 年份    | 年份    | 年份    |
| 單曲                 | 2013年  | 2014年  | 2015年  | 2016年  | 2017年  | 2018年  | 2019年    | 2020年   | 2021年  | 2022年  | 2024年  |
| -------------------- | ------- | ------- | ------- | ------- | ------- | ------- | --------- | -------- | ------- | ------- | ------- |
| 〈聽海〉             | 第4名   | 第8名   | 第3名   | 第2名   | 第11名  | 第15名  | 第44名    | 第26名   | 第108名 | 第100名 | 第134名 |
| 〈藍天〉             | 第17名  | 第749名 | 第656名 | 第388名 | 第576名 | 第457名 | 第953名 - | -        | 第602名 | 第968名 | 第906名 |
| 〈我無所謂〉         | 第20名  | 第227名 | 第269名 | 第150名 | 第266名 | 第150名 | 第338名   | 第563名  | 第533名 | 第601名 | 第938名 |
| 〈哭不出來〉         | 第64名  | 第239名 | 第197名 | 第126名 | 第223名 | 第183名 | 第446名   | 第331名  | 第501名 | 第901名 | -       |
| 〈解脫〉             | 第78名  | 第132名 | 第185名 | 第81名  | 第218名 | 第126名 | 第321名   | 第344名  | 第562名 | 第508名 | 第876名 |
| 〈別在傷口灑鹽〉     | 第97名  | 第417名 | 第419名 | 第218名 | 第448名 | 第312名 | 第734名   | 第729名  | 第414名 | 第636名 | 第957名 |
| 〈我最親愛的〉       | 第99名  | 第468名 | 第424名 | 第245名 | 第415名 | 第158名 | 第402名   | 第428名  | 第327名 | 第362名 | 第650名 |
| 〈原來你什麼都不要〉 | 第111名 | 第26名  | 第59名  | 第26名  | 第106名 | 第54名  | 第144名   | 第158名  | 第389名 | 第321名 | 第595名 |
| 〈真實〉             | 第114名 | 第564名 | 第494名 | 第296名 | 第385名 | 第240名 | 第682名   | 第705名  | 第444名 | 第723名 | 第969名 |
| 〈記得〉             | 第158名 | 第151名 | 第136名 | 第35名  | 第118名 | 第69名  | 第176名   | 第97名   | 第302名 | 第388名 | 第331名 |
| 〈剪愛〉             | 第189名 | 第126名 | 第176名 | 第93名  | 第221名 | 第132名 | 第367名   | 第316名  | 第421名 | 第477名 | 第420名 |
| 〈如果你也聽說〉     | 第202名 | 第250名 | 第246名 | 第109名 | 第339名 | 第144名 | 第371名   | 第285名- | -       | 第524名 | 第540名 |
| 〈我可以抱你嗎〉     | 第221名 | 第232名 | 第393名 | 第177名 | 第318名 | -       | 第564名   | 第700名  | 第529名 | 第679名 | -       |
| 〈我要快樂〉         | 第225名 | 第304名 | 第339名 | 第203名 | -       | 第136名 | 第330名   | 第417名  | 第569名 | 第753名 | 第962名 |
| 〈一眼瞬間〉         | 第256名 | 第436名 | 第435名 | 第406名 | 第433名 | 第279名 | 第323名   | 第426名  | 第590名 | 第709名 | 第265名 |
| 〈人質〉             | 第296名 | 第288名 | -       | -       | 第392名 | 第166名 | 第322名   | 第330名  | 第383名 | 第611名 | 第214名 |
| 〈掉了〉             | 第387名 | 第314名 | 第282名 | 第270名 | -       | 第111名 | 第238名   | 第271名  | 第287名 | 第338名 | 第585名 |
| 〈Bad Boy〉          | 第400名 | 第406名 | 第493名 | 第387名 | 第634名 | 第310名 | 第945名   | 第911名  | 第577名 | -       | 第426名 |
| 〈趁早〉             | -       | 第441名 | 第425名 | 第134名 | 第227名 | 第226名 | 第596名   | 第314名  | 第345名 | 第585名 | -       |
| 〈勇敢〉             | -       | 第692名 | 第451名 | 第336名 | 第580名 | 第342名 | 第779名   | 第766名  | 第594名 | -       | 第974名 |
| 〈姊妹〉             | -       | 第469名 | 第575名 | 第341名 | 第550名 | 第446名 | 第891名   | 第901名  | 第642名 | 第905名 | -       |
| 〈牽手〉             | -       | 第451名 | -       | 第358名 | 第697名 | 第398名 | 第942名   | -        | 第758名 | -       | -       |
| 〈站在高崗上〉       | -       | 第483名 | -       | 第491名 | 第684名 | 第545名 | -         | -        | 第663名 | 第790名 | -       |
| 〈聽你聽我〉         | -       | 第973名 | -       | 第755名 | 第850名 | 第690名 | 第999名   | 第872名- | -       | -       | -       |
| 〈最愛的人傷我最深〉 | -       | -       | 第89名  | 第61名  | 第130名 | 第85名  | 第335名   | 第206名  | 第244名 | 第386名 | 第157名 |
| 〈一想到你呀〉       | -       | -       | 第920名 | 第778名 | -       | 第797名 | -         | -        | 第657名 | -       | 第479名 |
| 〈給我感覺〉         | -       | -       | 第985名 | 第854名 | -       | -       | -         | -        | 第776名 | -       | -       |
| 〈三天三夜〉         | -       | -       | -       | 第603名 | 第774名 | 第430名 | -         | 第743名  | 第596名 | 第738名 | 第316名 |
| 〈排山倒海〉         | -       | -       | -       | 第645名 | 第981名 | 第711名 | -         | - -      | -       | -       | -       |
| 〈我恨我愛你〉       | -       | -       | -       | 第792名 | 第940名 | 第599名 | -         | -        | 第597名 | 第916名 | -       |
| 〈High High High〉   | -       | -       | -       | 第875名 | -       | -       | -         | -        | -       | -       | -       |
| 〈狠角色〉           | -       | -       | -       | 第886名 | -       | 第971名 | -         | - -      | -       | -       | -       |
| 〈不該〉             | -       | -       | -       | -       | 第58名  | 第18名  | 第54名    | 第35名   | 第170名 | 第120名 | 第113名 |
| 〈連名帶姓〉         | -       | -       | -       | -       | -       | 第5名   | 第26名    | 第31名   | 第84名  | 第124名 | 第199名 |
| 〈身後〉             | -       | -       | -       | -       | -       | 第100名 | 第316名   | 第387名  | 第147名 | 第345名 | 第508名 |
| 〈偷故事的人〉       | -       | -       | -       | -       | -       | 第362名 | -         | - -      | -       | -       | -       |
| 〈靈魂盡頭〉         | -       | -       | -       | -       | -       | 第911名 | -         | -        | 第621名 | -       | -       |
| 〈你是愛我的〉       | -       | -       | -       | -       | -       | 第958名 | -         | -        | 第568名 | -       | -       |
| 〈我要飛〉           | -       | -       | -       | -       | -       | -       | -         | -        | 第994名 | -       | -       |
| 〈日出〉             | -       | -       | -       | -       | -       | -       | -         | -        | 第841名 | -       | -       |
| 〈也許明天〉         | -       | -       | -       | -       | -       | -       | -         | -        | 第831名 | -       | -       |
| 〈一個人跳舞〉       | -       | -       | -       | -       | -       | -       | -         | -        | 第681名 | -       | -       |
| 〈對等關係〉         | -       | -       | -       | -       | -       | -       | -         | -        | -       | 第93名  | -       |
| 〈緩緩〉             | -       | -       | -       | -       | -       | -       | -         | -        | -       | 第266名 | -       |

### 其他銷售榜單
- 1997[12]
  - IFPI排行榜（進榜23周，連續9周第1名）～姊妹
  - IFPI排行榜（進榜24周，連續9周第1名）～Bad Boy
  - IFPI 97年度銷售認證第1名～Bad Boy(2個月認證768,392）
  - IFPI 97年度銷售認證第2名～姊妹(3個月認證717,010)
- 1998
  - IFPI 98年年度銷售認證第1名～牽手(1個月認證799,097)
- 2012
  - IFPI香港唱片銷量大獎2012頒獎典禮～十大銷售國語唱片獎ACOUSTIC BEST
- 2014
  - IFPI香港唱片十大銷量國語唱片～姊妹SACD

- 1997
  - 臺灣地區2000家便利商店年度銷售第1名～Bad Boy
  - 淘兒唱片年度銷售第1名～Bad Boy
- 1999
  - 1999年年度銷售冠軍專輯～我可以抱你嗎?愛人
- 2000
  - 2000年年度銷售專輯第3名～妹力新世紀精選
- 2001
  - 玫瑰唱片行2001專輯年終銷售排行榜第6名～不顧一切
- 2006
  - 2006年五大華語銷售排行榜Top 20第10名～我要快樂
  - 2006年G-Music銷售排行榜Top 20第10名～我要快樂
  - 2006年博客來年度百大暢銷專輯第12名～我要快樂
- 2007
  - 2007年五大華語銷售排行榜Top 20第7名～STAR
  - 2007年G-Music銷售排行榜Top 20第9名～STAR
  - G-music＆五大銷量榜2007年度唯一雙榜四周冠軍～STAR
- 2009
  - GFPI 2009全臺唱片銷量排行第9名～阿密特
  - 2009年五大華語銷售排行榜第12名～阿密特
  - 2009年G-MUSIC銷售排行榜第10名～阿密特
  - 2009年博客來年度銷量榜第21名～阿密特
- 2010
  - 2010年五大唱片 DVD銷售排行榜第3名～阿密特世界巡迴演唱會
  - 2010年G-MUSIC DVD銷售排行榜第1名～阿密特世界巡迴演唱會
  - 2010年光南哈燒音樂榜影音榜第1名～阿密特世界巡迴演唱會
- 2013年
  - 2013年度【影音光碟】銷售總總排行第2名～A15 -AMeiZING Live世界巡迴演唱會》跨世紀盛典
- 2014
  - 2014年博客來華語音樂年度暢銷榜第6名～偏執面
  - 2014年博客來華語音樂年度暢銷榜第20名～我最親愛的張惠妹-給自己的精選
  - 2014年誠品專輯暢銷榜第2名～偏執面
  - 2014年五大唱片年度銷售華語榜第9名～偏執面
  - 2014年光南度總銷售排行第8名～偏執面
- 2015
  - 2015年光南年度總銷售排行第3名～AIMT2
  - 2015年五大唱片年度銷售華語榜第4名～AIMT2
- 2017
  - 2017年光南年度總銷售排行榜第4名～偷故事的人
  - 2017年五大唱片年度銷售華語榜第3名～偷故事的人
  - 2017年g-music年度銷售華語排行榜第1名～偷故事的人
  - 2017年佳佳唱片年度銷售華語榜第7名～偷故事的人
- 2018
  - 2018年五大唱片年度銷售華語榜第10名～偷故事的人
  - 2018年g-music年度銷售華語排行榜第1名～偷故事的人
  - 2018年光南年度總銷售排行榜第2名～偷故事的人
- 2020
  - 誠品敦南店近10年賣得最好的黑膠唱片榜第5名～BAD BOY (180克黑膠唱片)
  - 誠品敦南店近10年賣得最好的黑膠唱片榜第12名～也許明天 (典藏透明雙橘膠)
  - 誠品敦南店近10年賣得最好的黑膠唱片榜第15名～你在看我嗎 (180克典藏透明膠)

## 個人紀錄
- 第一位首張專輯發片在台灣銷售量超過百萬張的歌手（《姊妹》）[13]
- 第一位連續兩張專輯在台灣銷售量都超過百萬張的女歌手（《姊妹》、《Bad Boy》）[13]
- IFPI台灣認證專輯銷售量最高紀錄保持者[14]
- 第一位接受CNN專訪的台灣歌手，並於2011年第2度接受專訪刷新華人紀錄
- 第一位創歌手入行以來最快辦售票演唱會人數最多紀錄歌手（妹力四射首次巡迴演唱會6場10萬人）
- 第一位在上海體育場演唱會創下8萬人歷史紀錄的臺灣歌手（妹力99世界巡迴演唱會）
- 第一位接受英國路透社專訪的臺灣歌手
- 第一位也是最後一位在香港啟德機場舉辦2場售票演唱會的華人歌手（妹力99世界巡迴演唱會）
- 第一位在新加坡前國家體育場舉辦戶外演唱會的華人歌手，3.5萬張門票銷售一空（妹力99世界巡迴演唱會）
- 第一位在新加坡國家體育場舉辦戶外演唱會的台灣女歌手（烏托邦世界巡城演唱會）
- 第一位用三個月連續14場演唱會，創造了華人歌手巡迴演唱會時間最長的紀錄（妹力99世界巡迴演唱會50萬的觀眾總人數，當時創下了全亞洲巡迴演唱會觀眾人數最多的紀錄）
- 第一位在美國開戶外演唱會的華人歌手
- 第一位在三個國家體育場(中國，新加坡，馬來西亞）開大型售票演唱會大滿貫第一人
- 第一位在臺北市立體育場「開全場」華人的歌手（妹力99世界巡迴演唱會擠爆近5萬人歌迷紀錄）
- 第一位在就職典禮獨挑大樑演唱的原住民藝人
- 第一位代言雪碧的華人歌手（全亞洲區代言人）
- 第一位登上錢櫃雜誌封面次數最多的藝人
- 第一位也是目前唯一登上新聞週刊封面的臺灣歌手
- 第一位登上時代雜誌（亞洲版）封面的臺灣歌手
- 第一位獲選時代雜誌（亞洲版）年度二十大風雲人物的華人歌手
- 第一位登上亞洲週刊封面的臺灣藝人（1999年、2002年二度登上）[15][16]
- 第一位也是目前唯一登上英國新音樂快遞封面的華人歌手
- 第一位登上英國泰晤士報的台灣女歌手
- 第一位登上紐約時報的台灣女歌手
- 第一位接受日本廣播協會專訪並且代表台灣表演的歌手
- 第一位獲得美國告示牌百强单曲榜的台灣女歌手（亞洲最受歡迎歌手）
- 第一位獲頒臺灣十大傑出青年的流行歌手（2000年）
- 第一位也是目前唯一獲頒世界和平音樂獎的華人歌手
- 第一位占各大報非娛樂版頭版次數最多的歌手
- 第一位也是目前唯一一位在臺東縣立體育場開售票演唱會的歌手（妹力99世界巡迴演唱會）
- 第一位成功征服北京工人體育場售票演唱會爆滿的歌手；最高票價2000元人民幣，創流行歌手在北京開個唱的最高價；售票達6萬多張，創北京單場演出觀眾人數的最高紀錄（妹力99世界巡迴演唱會）
- 第一位也是目前唯一一位三度挑戰北京工人體育場的女歌手（1999年、2012年和2015年）
- 第一位也是目前唯一一位七度挑戰上海體育場的女歌手（1999年、2002年、2007年、2012年、2015年、2024年兩場）
- 第一位登上探索頻道台灣人物誌的歌手
- 第一位站上臺北小巨蛋舞台高歌的歌手（台北市婦女運動嘉年華會）
- 第一位在淡水漁人碼頭創下最多觀眾紀錄歌手（《Star》慶功新歌演唱會，超過3萬人）
- 金曲獎入圍最佳國語女歌手(演唱人)獎次數最多歌手（14次）
- 第一位也是目前唯一一位憑單一專輯在單屆金曲獎入圍最多的女歌手（《阿密特》，10項）
- 第一位也是目前唯一一位憑單一專輯在單屆金曲獎獲獎最多的歌手（《阿密特》，6項）[17]
- 第一位在金曲獎頒獎典禮上表演次數最多的歌手（第9屆、第13屆、第17屆、第19屆、第22屆、第26屆、第27屆、第28屆）
- 第一位台灣歌手以安可方式一年內巡迴二度回到新加坡開唱的歌手（Star世界巡迴演唱會不到一年再度爆滿）
- 第一位在臺北小巨蛋舉辦5場演唱會的歌手（Star世界巡迴演唱會）
- 第一位在臺北小巨蛋連續舉辦8場演唱會的華語女歌手（Ameizing世界巡迴演唱會，第8場於開演第2場時公布，票房一小時逾八成，一天之內完全售完）
- 第一位在臺北小巨蛋連續舉辦10場演唱會的華語女歌手（烏托邦世界巡城演唱會，打破自己2012年Ameizing世界巡迴演唱會的8場紀錄）
- 第一位在台北小巨蛋連續舉辦12場演唱會的華語女歌手（ASMR世界巡迴演唱會，打破自己2015年烏托邦世界巡城演唱會的10場紀錄）
- 第一位在高雄市現代化綜合體育館連續舉辦8場演唱會的華語女歌手（烏托邦2.0慶典世界巡迴演唱會）
- 第一位元旦當天成為民國100年首位在臺北市市政大樓前開唱的歌手
- 第一位登上國際媒體「BIO人物傳記頻道」的華人歌手
- 目前唯一一位受邀出席日本音樂家久石讓的音樂會演出的亞洲歌手
- 第一位打破臺北小巨蛋演唱會史上最高票房紀綠（7場），也創下門票半年前就開始賣票的最早開賣紀錄（Ameizing世界巡迴演唱會31小時銷售一空）
- 第一位在英國倫敦O2體育館開個人大型售票演唱會的華語女歌手（Ameizing世界巡迴演唱會)[18]
- 第一位在臺灣高雄世運主場館開唱門票38分鐘4萬5000張秒殺歌手（Ameizing世界巡迴演唱會)
- 第一位在臺灣高雄世運主場館同系列演唱會連開2場的個人歌手（AMeiZING世界巡迴演唱會吸引9萬人觀眾）
- 第一位在台灣同系列演唱會吸引最多觀眾前往觀賞的個人歌手（AMeiZING世界巡迴演唱會，台北及高雄共吸引18萬名觀眾前往朝聖）
- 第一位在台灣同系列演唱會吸引最多觀眾前往觀賞的個人歌手（烏托邦世界巡城演唱會&烏托邦2.0慶典世界巡迴演唱會，台北及高雄共吸引20萬觀眾前往朝聖）
- 第一位在台灣同志遊行擔任「彩虹大使」的藝人
- 第一位聯署支持多元成家立法草案的藝人
- 第一位也是目前唯一一位在為「多元成家」社會議題上自掏腰包開音樂會支持同志的歌手（2013年「愛是唯一」演唱會）
- 第一位在廣州天河體育場連開2場演唱會的華語女歌手（妹力99世界巡迴演唱會)
- 第一位在雲南拓東體育場連開2場演唱會的華語女歌手（妹力99世界巡迴演唱會)
- 第一位兩度挑戰河南省體育中心的華人女歌手（AMeiZING世界巡迴演唱會、烏托邦世界巡城演唱會)
- 第一位在澳大利亞墨爾本會展中心（英语：Melbourne Convention and Exhibition Centre）當晚擠進6000人，創下華人歌手在該中心舉辦演唱會的觀賞人數新紀錄歌手（烏托邦世界巡城演唱會)
- 第一位在泰國曼谷暹羅百麗宮（Royal Paragon Hall）開演唱會的華人歌手（烏托邦世界巡城演唱會)
- 第一位也是目前唯一一位首開先例從義大利引進客製化晶片卡作為演唱會門票的歌手（烏托邦世界巡城演唱會)
- 第一位單次巡演場次數59場紀錄台灣女歌手（Ameizing世界巡迴演唱會，共締造147.5萬人觀賞紀錄，票房收入達新台幣29.5億元）
- 第一位也是目前唯一一位單次巡演場次數104場紀錄的華語女歌手（烏托邦世界巡城演唱會+烏托邦2.0慶典世界巡迴演唱會，共締造250萬人觀賞紀錄，票房收入達新台幣60億元）
- 第一位也是目前唯一一位入駐康乃狄克州金神大賭場（英语：Mohegan Sun）之金神星光大道的亞裔女歌手，以紀念其在華語樂壇的地位和影響力（烏托邦世界巡城演唱會)
- 第一位歌手（與歌壇新人安那）出現在台北101煙火秀，投放在全世界最巨型的LED燈網T-Pad當代藝人流行音樂曲風納入整場新年大秀表演中，並於全世界轉播[19]
- 第一位在台東縣國際地標濱海公園舉辦大型跨年演唱會的歌手，當晚吸引超過7萬人入場觀看，為全台跨年夜場次人數最多規模最大的一場
- 第一位榮登世界權威音樂雜誌Rolling Stone的個人歌手，也是全球第一位出版雙封面的歌手
- 第一位也是目前唯一一位在台北小巨蛋16天連續舉辦12場售票演唱會的華語女歌手，超過13萬人次入場觀看（ASMR世界巡迴演唱會，打破自己烏托邦世界巡城演唱會的10場紀錄）
- 第一位也是目前唯一一位在高雄市現代化綜合體育館連續舉辦10場演唱會的華語女歌手，吸引超過12萬人次觀看（ASMR世界巡迴演唱會，打破自己烏托邦2.0慶典世界巡迴演唱會連辦8場的紀錄）
- 第一位也是目前唯一一位在一年內於台灣北高兩蛋舉辦22場演唱會的個人歌手，超過25萬人到場觀賞，創造7.65億以上的票房收入，刷新個人場次紀錄、人數紀錄、票房紀錄、演唱會規格紀錄（ASMR世界巡迴演唱會）
- 第一位也是目前唯一一位台灣女歌手登上日本武道館開唱，並舉辦兩場的女歌手，超過上萬人前往朝聖，刷新台灣女歌手紀錄（ASMR世界巡迴演唱會）
- 第一位也是目前唯一一位台灣女歌手登上臺北大巨蛋開唱，並舉辦五場的歌手，同時也是首位在該場地舉辦跨年演唱會的歌手，35萬人同時上線搶15萬張票，僅六分鐘五天臺北大巨蛋場次統統完售，總計20萬張票，刷新台灣歌手紀錄（ASMR Maxxx @ Taipei Dome 世界巡迴演唱會）
- 第一位在北京鳥巢開唱的台灣女歌手，兩場共征服近20萬歌迷（ASMR Maxxx世界巡迴演唱會）

## 派台歌曲紀錄（香港區）
| 派台歌曲成績         | 派台歌曲成績     | 派台歌曲成績 | 派台歌曲成績 | 派台歌曲成績 | 派台歌曲成績 | 派台歌曲成績                            |
| 專輯                 | 曲目             | 903          | RTHK         | 997          | TVB          | 備註                                    |
| 1997年               | 1997年           | 1997年       | 1997年       | 1997年       | 1997年       | 1997年                                  |
| -------------------- | ---------------- | ------------ | ------------ | ------------ | ------------ | --------------------------------------- |
| 姊妹                 | 衝動             | -            | -            | /            | /            |                                         |
| 姊妹                 | 姊妹             | /            | -            | /            | /            |                                         |
| 姊妹                 | 原來你什麼都不要 | /            | 3            | /            | /            | 超級電視台《情定艷陽天》主題曲          |
| Bad Boy              | 哭不出來         | /            | /            | /            | /            |                                         |
| Bad Boy              | Bad Boy          | /            | 4            | /            | /            |                                         |
| Bad Boy              | 聽海             | -            | 17           | /            | /            |                                         |
| Bad Boy              | 一想到你呀       | 7            | -            | -            | -            |                                         |
| 1998年               |                  |              |              |              |              |                                         |
| 妹力四射             | 站在高崗上       | 4            | 1            | 2            | 3            |                                         |
| 妹力四射             | 跟著感覺走       | 11           | -            | -            | -            | 與蘇芮合唱                              |
| 妹力四射             | 我無所謂         | 1            | 17           | -            | -            |                                         |
| 妹力四射             | 沒有煙抽的日子   | 1            | 11           | -            | -            |                                         |
|                      | 光合作用         | -            | 1            | -            | -            | 與劉德華合唱 香港電台太陽計劃1998主題曲 |
| 愛就這麼來           | 河               | 9            | -            | -            | -            | 與蘇芮合唱                              |
| 牽手                 | 藍天             | 5            | 4            | 9            | -            |                                         |
| 牽手                 | 牽手             | 1            | 1            | 1            | 1            | 四台冠軍歌                              |
| 牽手                 | OPEN YOUR EYES   | 1            | 3            | 3            | /            |                                         |
| 牽手                 | High High High   | /            | 5            | 10           | 5            |                                         |
| 1999年               |                  |              |              |              |              |                                         |
| 感覺                 | 給我感覺         | 3            | 3            | 2            | 1            |                                         |
| 感覺                 | 日出             | 18           | 7            | 16           | -            |                                         |
| 我可以抱你嗎？愛人   | 我可以抱妳嗎?    | 7            | 6            | 2            | 7            |                                         |
| 我可以抱你嗎？愛人   | 三天三夜         | -            | 3            | 1            | 3            |                                         |
| 我可以抱你嗎？愛人   | 別在傷口灑鹽     | -            | 19           | /            | -            |                                         |
| 2000年               |                  |              |              |              |              |                                         |
| 妹力新世紀           | 我要飛           | 12           | -            | -            | 10           |                                         |
| 不顧一切             | 一夜情           | 2            | 6            | 1            | 3            |                                         |
| 2001年               |                  |              |              |              |              |                                         |
| 真實                 | 排山倒海         | 20           | 3            | 1            | 3            | 電影《珍珠港》中文主題曲                |
| 真實                 | 感應             | -            | -            | 10           | -            |                                         |
| 真實                 | 真實             | 20           | 20           | 5            | -            |                                         |
| 2007年               |                  |              |              |              |              |                                         |
| Star                 | 如果你也聽說     | -            | 18           | -            | -            |                                         |
| 2009年               |                  |              |              |              |              |                                         |
| 阿密特               | 相愛後動物感傷   | 2            | 9            | -            | -            |                                         |
| 阿密特               | 掉了             | -            | 18           | -            | -            |                                         |
| 阿密特（香港特別版） | 床前思故夢       | -            | 13           | 17           | -            | 〈夢中作憨人〉粵語版                    |
| 2011年               |                  |              |              |              |              |                                         |
| 你在看我嗎           | 都什麼時候了     | -            | -            | 9            | -            |                                         |
| 你在看我嗎           | 我最親愛的       | 14           | -            | -            | -            |                                         |
| 2014年               |                  |              |              |              |              |                                         |
|                      | We Are One       | -            | -            | -            | -            | 與那英、林憶蓮、蔡健雅合唱              |
| 偏執面               | 三月             | -            | 13           | -            | -            |                                         |
| 偏執面               | 這樣你還要愛我嗎 | -            | -            | -            | -            |                                         |
| 2015年               |                  |              |              |              |              |                                         |
| 阿密特2              | 怪胎秀           | 14           | -            | -            | -            |                                         |
|                      | 靈魂盡頭         | -            | -            | -            | -            | 電影《小時代：靈魂盡頭》主題曲          |
| 2016年               |                  |              |              |              |              |                                         |
| 周杰倫的床邊故事     | 不該             | -            | -            | -            | -            | 與周杰倫合唱 DBC華語歌曲流行指數：4     |
| 2017年               |                  |              |              |              |              |                                         |
| 偷故事的人           | 偷故事的人       | -            | -            | -            | -            |                                         |
| 偷故事的人           | 連名帶姓         | -            | -            | 5            | -            |                                         |
| 偷故事的人           | 你說了算         | -            | -            | -            | -            | Featuring 瘦子                          |
| 偷故事的人           | 傲嬌             | -            | -            | -            | -            | Featuring 艾怡良、徐佳瑩                |
| 偷故事的人           | 裝醉             | -            | -            | -            | -            |                                         |
| 偷故事的人           | 身後             | -            | -            | -            | -            |                                         |
| 偷故事的人           | 戒斷             | -            | -            | -            | -            |                                         |
| 偷故事的人           | 壞的好人         | -            | -            | -            | -            |                                         |

| 各台冠軍歌總數 | 各台冠軍歌總數 | 各台冠軍歌總數 | 各台冠軍歌總數 | 各台冠軍歌總數    |
| -------------- | -------------- | -------------- | -------------- | ----------------- |
| 903            | RTHK           | 997            | TVB            | 備註              |
| 4              | 3              | 4              | 2              | 四台冠軍歌總數: 1 |

- 仍在榜上（*）
- 未有派台/上榜（-）
- 未有相關資料（/）